# Liegi-Bastogne-Liegi 2003
La Liegi-Bastogne-Liegi 2003, ottantanovesima edizione della corsa, valida come prova della Coppa del mondo di ciclismo su strada 2003, fu disputata il 27 aprile 2003 per un percorso di 258,5 km. Fu vinta dallo statunitense Tyler Hamilton, al traguardo in 6h28'50" alla media di 39.889 km/h.
Furono 88 in totale i ciclisti che tagliarono il traguardo ad Ans.

## Squadre partecipanti
| N.      | Cod. | Squadra                            |
| ------- | ---- | ---------------------------------- |
| 1-8     | LOT  | Lotto-Domo                         |
| 11-18   | SAE  | Saeco-Longoni Sport                |
| 21-28   | QSD  | Quick Step-Davitamon               |
| 31-38   | TEL  | Team Telekom                       |
| 41-48   | FAS  | Fassa Bortolo                      |
| 51-58   | FDJ  | fdjeux.com                         |
| 61-68   | RAB  | Rabobank                           |
| 71-78   | ALS  | Alessio                            |
| 81-88   | LAM  | Lampre                             |
| 91-98   | GST  | Gerolsteiner                       |
| 101-108 | BLB  | Brioches La Boulangère             |
| 111-118 | VIN  | Vini Caldirola-Sidermec-Saunier D. |
| 121-128 | USP  | US Postal Service p/b Berry Floor  |

| N.      | Cod. | Squadra                          |
| ------- | ---- | -------------------------------- |
| 131-138 | COF  | Cofidis, le Crédit par Téléphone |
| 141-148 | DVE  | Domina Vacanze-Elitron           |
| 151-158 | ONE  | ONCE-Eroski                      |
| 161-168 | A2R  | AG2R Prévoyance                  |
| 171-178 | COA  | Team Coast                       |
| 181-188 | PHO  | Phonak Hearing Systems           |
| 191-198 | EUS  | Euskaltel-Euskadi                |
| 201-208 | CSC  | Team CSC                         |
| 211-218 | C.A  | Crédit Agricole                  |
| 221-228 | BAN  | iBanesto.com                     |
| 231-238 | LAN  | Landbouwkrediet-Colnago          |
| 241-248 | PAL  | Palmans-Collstrop                |

## Ordine d'arrivo (Top 10)
| Pos. | Corridore            | Squadra        | Tempo    |
| ---- | -------------------- | -------------- | -------- |
| 1    | Tyler Hamilton       | CSC            | 6h28'50" |
| 2    | Iban Mayo            | Euskaltel      | a 12"    |
| 3    | Michael Boogerd      | Rabobank       | a 14"    |
| 4    | Michele Scarponi     | Domina Vacanze | a 21"    |
| 5    | Francesco Casagrande | Lampre         | a 29"    |
| 6    | Samuel Sánchez       | Euskaltel      | s.t.     |
| 7    | Javier Rodríguez     | iBanesto.com   | s.t.     |
| 8    | Danilo Di Luca       | Saeco          | s.t.     |
| 9    | Eddy Mazzoleni       | Vini Caldirola | s.t.     |
| 10   | Ivan Basso           | Fassa Bortolo  | s.t.     |